# Mechanic: Resurrection
Mechanic: Resurrection is een Frans-Amerikaanse film uit 2016, geregisseerd door Dennis Gansel. De film is de sequel op The Mechanic uit 2011.

## Verhaal
Huurmoordenaar Arthur Bishop heeft zijn dood in scène gezet en leeft een rustig leven in Zuid-Amerika. Maar een man, genaamd Riah Crain weet hem te vinden. Hij ontvoert Bishops geliefde om hem zo te verplichten de wereld af te reizen om drie huurmoorden te plegen. De moorden moeten lijken op ongelukken.

## Rolverdeling
| Acteur          | Personage          |
| --------------- | ------------------ |
| Jason Statham   | Arthur Bishop      |
| Jessica Alba    | Gina Thorne        |
| Tommy Lee Jones | Max Adams          |
| Michelle Yeoh   | Mae                |
| Sam Hazeldine   | Riah Crain         |
| Rhatha Phongam  | Courier/Renee Tran |
| Natalie Burn    | Natalie Stone      |

## Productie
De filmopnamen gingen van start op 4 november 2014 in Bangkok, Thailand en er werd ook gefilmd in Bulgarije, George Town, Penang, Brazilië en Sydney, Australië. De film ging op 26 in première in de US en Canada in 2258 zalen en bracht 7,5 miljoen US$ op in zijn openingsweekend, daarmee een vijfde plaats behalend. In China bracht de film 24,3 miljoen US$ op in zijn openingsweekend.
De film kreeg overwegend negatieve kritieken van de filmcritici, met een score van 26% op Rotten Tomatoes.